# João Moutinho
João Moutinho (wym. [ʒuˈɐ̃w moˈtĩɲu]), właśc. João Filipe Iria Santos Moutinho (ur. 8 września 1986 w Portimão) – portugalski piłkarz, występujący na pozycji pomocnika w SC Braga. W latach 2005–2022 wielokrotny reprezentant Portugalii. Złoty medalista Mistrzostw Europy 2016. Brązowy medalista Mistrzostw Europy 2012. Uczestnik Mistrzostw Świata 2014 oraz 2018.
W swojej karierze występował w takich klubach jak: AS Monaco, Wolverhampton Wanderers, Sporting CP, FC Porto oraz SC Braga.

## Kariera klubowa
Moutinho pochodzi z regionu Algarve, z tamtejszego miasta Portimão. Urodził się w sportowej rodzinie – jego ojciec był piłkarzem, a matka koszykarką. Swoją piłkarską karierę zaczynał w małym klubie Portimonense SC. Jednak jeszcze jako 13-latek trafił do szkółki piłkarskiej jednego z najsłynniejszych klubów w kraju, Sportingu CP, słynącego z dobrej pracy z młodzieżą. W sezonie 2003/2004 był jednym z głównych ojców zdobycia przez młodzieżową drużynę Sportingu mistrzostwa Portugalii. Latem 2004 został przesunięty do pierwszej drużyny przez trenera José Peseiro. W Portugalskiej Superlidze zadebiutował 23 stycznia 2005 w wygranym 3:2 wyjazdowym meczu z Gil Vicente. Łącznie w sezonie 2004/2005 młody Portugalczyk zagrał w 15 meczach ligowych, w tym w 12 od pierwszych minut, a ze Sportingiem zajął 3. miejsce w lidze. Dobrze grał także w Pucharze UEFA i szerzej pokazał się światu w meczach 1/16 finału, wygranych z Feyenoordem Rotterdam. Wystąpił także w przegranym 1:3 finale z CSKA Moskwa i w 88. minucie spotkania został zastąpiony przez Hugo Vianę. Po sezonie otrzymał nagrodę "Najlepszego Debiutanta Roku" oraz "Najlepszego Pomocnika Roku".
W sezonie 2005/2006 Moutinho stał się już podstawowym zawodnikiem Sportingu. 16 grudnia uzyskał swojego pierwszego gola w lidze portugalskiej, w wygranym 2:0 wyjazdowym meczu z Naval 1º Maio. W Superlidze rozegrał wszystkie 34 mecze i wszystkie od pierwszych minut, a zdobył w nich łącznie 4 gole. Ze Sportingiem wywalczył wicemistrzostwo kraju. Od początku sezonu 2006/2007 trener Paulo Bento regularnie wystawiał piłkarza w podstawowym składzie. Moutinho miał podpisany kontrakt ze Sportingiem do 2010, a jego klauzula odejścia wynosiła 20 milionów euro.
Na początku lipca 2010 Moutinho odszedł do FC Porto za 11 milionów euro i środkowego obrońcę Nuno André Coelho. 24 maja 2013 został sprzedany do AS Monaco za 25 milionów euro.

## Statystyki
| Sezon   | Klub                    | Kraj       | Rozgrywki      | Mecze | Bramki | Rozgrywki Europy                    | Mecze | Bramki |
| ------- | ----------------------- | ---------- | -------------- | ----- | ------ | ----------------------------------- | ----- | ------ |
| 2004/05 | Sporting CP             | Portugalia | SuperLiga      | 15    | 0      | Liga Europy UEFA                    | 9     | 0      |
| 2005/06 | Sporting CP             | Portugalia | SuperLiga      | 34    | 4      | Liga Mistrzów UEFA Liga Europy UEFA | 2 2   | 0 0    |
| 2006/07 | Sporting CP             | Portugalia | SuperLiga      | 29    | 4      | Liga Mistrzów UEFA                  | 6     | 0      |
| 2007/08 | Sporting CP             | Portugalia | SuperLiga      | 30    | 5      | Liga Mistrzów UEFA                  | 12    | 1      |
| 2008/09 | Sporting CP             | Portugalia | SuperLiga      | 27    | 3      | Liga Mistrzów UEFA                  | 8     | 1      |
| 2009/10 | Sporting CP             | Portugalia | SuperLiga      | 28    | 5      | Liga Mistrzów UEFA                  | 14    | 2      |
| 2010/11 | FC Porto                | Portugalia | SuperLiga      | 27    | 0      | Liga Europy UEFA                    | 17    | 0      |
| 2011/12 | FC Porto                | Portugalia | SuperLiga      | 29    | 3      | Liga Europy UEFA                    | 9     | 0      |
| 2012/13 | FC Porto                | Portugalia | SuperLiga      | 27    | 1      | Liga Mistrzów UEFA                  | 8     | 2      |
| 2013/14 | AS Monaco               | Francja    | Ligue 1        | 31    | 1      | –                                   | –     | –      |
| 2014/15 | AS Monaco               | Francja    | Ligue 1        | 37    | 4      | Liga Mistrzów UEFA                  | 10    | 1      |
| 2015/16 | AS Monaco               | Francja    | Ligue 1        | 26    | 1      | Liga Europy UEFA                    | 6     | 0      |
| 2016/17 | AS Monaco               | Francja    | Ligue 1        | 31    | 2      | Liga Mistrzów UEFA                  | 11    | 0      |
| 2017/18 | AS Monaco               | Francja    | Ligue 1        | 33    | 1      | Liga Mistrzów UEFA                  | 5     | 0      |
| 2018/19 | Wolverhampton Wanderers | Anglia     | Premier League | 38    | 1      | –                                   | –     | –      |

'Stan na 14 maja 2019

## Kariera reprezentacyjna
W 2003 Moutinho był członkiem juniorskiej reprezentacji Portugalii U-17 na Mistrzostwa Europy Juniorów U-17. Portugalia była gospodarzem, a Moutinho poprowadził swoich rówieśników do wywalczenia tytułu Mistrza Europy.
W pierwszej reprezentacji Portugalii João Moutinho zadebiutował 7 września 2005 w zremisowanym 0:0 meczu z reprezentacją Rosji, rozegranym w ramach kwalifikacji do Mistrzostw Świata w Niemczech. Było to dzień po 19. urodzinach Moutinho. Wystąpił także 4 dni później w wygranym 5:0 meczu z Luksemburgiem.
W 2006 Portugalia tym razem była gospodarzem Młodzieżowych Mistrzostw Europy U-21 i członkiem kadry był właśnie Moutinho. Portugalia przegrała jednak mecze z Francją 0:1 i Serbią i Czarnogórą 0:2 i zaprzepaściła szanse na medal.

## Sukcesy

### Sporting CP
- Puchar Portugalii: 2006/2007, 2007/2008
- Pomocnik Roku : 2004/2005

### FC Porto
- Liga portugalska: 2010/2011, 2011/2012, 2012/2013
- Puchar Portugalii: 2010/2011
- Liga Europy : 2010/2011

### AS Monaco
- Mistrzostwo Francji: 2016/2017

### Reprezentacja
- Mistrzostwa Europy 2016:  Złoto